# Chérisay
Chérisay – miejscowość i gmina we Francji, w regionie Kraj Loary, w departamencie Sarthe.
Według danych na rok 2010 gminę zamieszkiwało 311 osób, a gęstość zaludnienia wynosiła 38 osób/km².